# 开卢
开卢（Khelu ），旧譯基流。他是緬甸蒲甘王朝坦巴瓦底時期的國王，829年至846年間在位，共17年。基流是前任國王苏钦涅的長子，因為他沒有子嗣，崩逝後其弟彬比亚即位為王。